# Quest for Ratings
"Quest for Ratings" is de 122ste aflevering, en de 11de van seizoen 8, van de televisieserie South Park, uitgezonden op Comedy Central.
In de aflevering produceren de jongens hun eigen ochtendnieuws op het closed-circuit televisiestation van de school, maar worden qua kijkcijfers meteen ingehaald door een ander programma gemaakt door Craig.

## Plot
Stan, Cartman, Kyle, Butters, Jimmy en Token werken aan een programma genaamd "Super School News", een journaaluitzending op het closed-circuit television-systeem van South Park Elementary. Cartman en Jimmy spelen de hoofdrollen als hoofpresentators, Butters is de verslaggever van entertainment en beroemdheden, Stan is een veldverslaggever, Token is een weerman en Kyle doet aan sport. Maar nadat hun nieuwsprogramma is uitgezonden, vertelt hun leraar, Mr. Meryl, dat ze het vreselijk hebben gedaan in de kijkcijfers, ver achter Craigs homevideo-show "Close-ups van dieren met een groothoeklens", dat ze nutteloos en banaal vinden. (De beelden worden begeleid door het deuntje Yakety Sax.)
Het nieuwsteam belooft dan een programma te maken dat een kijkcijferhit zal zijn en de aandacht van alle studenten zal krijgen. Ze hernoemen de show "Sexy Action School News" en voegen flitsende elementen toe (in een parodie op verschillende infotainmentshows), waaronder willekeurige "Panda Madness Minutes" waarin de nieuwslezers spontaan dansen met panda's. Jimmy vindt het echter maar een aanfluiting. Ook lijkt de nieuwe opzet niet te werken; hoewel ze de originele serie van Craig verslaan, vallen ze ver achter op zijn nieuwe show, "Animals Close-Up With a Wide-Angle Lens Wearing Hats".
Om ideeën op te doen, besluiten de jongens high te worden door hoestdrank in te nemen. Ze beginnen vreemde hallucinaties te ervaren en beginnen vreemd rond te dwalen door South Park. Ze trekken zich uiteindelijk terug in hun ideeënkamer en kijken Craigs show, stoned, en vinden het geweldig.
Als ze uren later weer bijkomen van de trip bevatten hun notitieblokken niets nuttigs. Dan beseft Stan dat de video die ze de hele nacht aan het kijken waren en concludeerde dat het de 'grootste show ooit' was, terwijl ze onder invloed van hoestmiddel waren het de show van Craig was. Ze realiseren zich dat Craig's show zo'n goede beoordeling krijgt, omdat het grootste deel van de school high is dankzij hoestdrank. Ze besluiten vervolgens een speciale uitzending op te stellen om hoestdranken op school te verbieden.
Kort daarna vallen Craigs show z'n kijkcijfers weg en wordt de show van hem geannuleerd, omdat de kinderen niet langer high zijn en daarom niet langer van de show genieten. Om het belang van goede beoordelingen te benadrukken, schorst de AV-leraar Craig en vraagt hij om verwijdering van zijn testikels. Tevreden over hun resultaten, ontdekt het team van 'Sexy Action School News' de vloek van een succesvolle show: elke volgende aflevering moet net zo goed zijn. Terug in de ideeënkamer komen ze met niets op de proppen en besluiten uiteindelijk om met alles te stoppen.
De school wordt gedwongen om gewoon terug te gaan naar Craigs "Animals Close-Up With a Wide-Angle Lens".